# Londondeklarationen
Londondeklarationen var en erklæring udstedt i 1909, hvori datidens stormagter erklærede sig om at ville respektere visse regler vedrørende krigsførelse. Deklarationen var ikke bindende, men de fleste lande valgte siden at respektere den.
Den 12. Haagkonvention af 1907 om oprettelse af en international prisedomstol henviste som grundlag for domstolens afgørelser til den internationale rets regler. For at tilvejebringe en hidtil savnet kodifikation af sådanne regler om krigsførelse til søs, tog den britiske regering initiativet til indkaldelse af en konference i London, bestående af repræsentanter for de daværende otte stormagter England, Frankrig, Italien, Japan, USA, Rusland, Tyskland og Østrig-Ungarn samt Spanien og (senere) Holland. Konferencen varede fra 4. december 1908 til 26. februar 1909 og resulterede i vedtagelsen af en deklaration om søkrigsretten, den så kaldte Londondeklaration. (Déclaration relative au droit de la guerre maritime af 26. februar 1909), der i 9 kapitel indeholder regler om blokade i krigstid, krigskontrabande, fjendtlig (neutralitetsstridig) bistand, ødelæggelse af neutrale priser, flagskifte, fjendtlig egenskab, konvojering, modstand mod visitation, og skadeserstatning.
Londondeklarationen er ikke blevet ratificeret, men dens regler svarer i det væsentlige til folkerettens almindelige anerkendte principper, hvilket også er sagt udtrykkeligt i selve deklarationen. Den tyske priseordning af 1909 hviler på dens bestemmelser, og Italien anerkendte den under krigen mod Tyrkiet 1911 som bindende. Og fx i dansk anordning af 6. august 1914 om de regler, der bør iagttages til betryggelse af den danske handel og søfart under en krig mellem fremmede magter er der taget væsentligt hensyn til dens bestemmelser. I begyndelsen af 1. verdenskrig erklærede England, Frankrig og flere andre af de krigsførende med visse forbehold at ville iagttage Londondeklarationens regler, men senere sagde de sig fri af den (7. juli 1916).